# Cartman Sucks
Cartman Sucks is aflevering #1102 van de animatieserie South Park. Het is de 155e aflevering en de tweede aflevering van seizoen 11. De aflevering werd in Amerika voor het eerst uitgezonden op 14 maart 2007.
De naam van deze aflevering, Cartman Sucks, zou op twee manieren geïnterpreteerd kunnen worden. Het kan zowel betekenen dat Cartman een naar iemand is alsmede een referentie aan de foto van hem waar hij Butters oraal bevredigt. Het is thema van de aflevering is de controversiële, door voornamelijk christelijke groepen georganiseerde homogenezing.

## Plot
Deze aflevering begint met een scène waarin Cartman zijn vrienden verschillende denigrerende foto's laat zien van een slapende Butters Stotch. Later laat Cartman trots een foto van hem zien met Butters' penis in zijn mond, in de veronderstelling dat dit Butters homoseksueel zou doen lijken. De jongens, verbijsterd en vol walging, vertellen dat deze actie geen indicatie voor Butters' seksuele geaardheid is, maar voor die van zichzelf. Cartman smeekt om raad om zijn actie ongedaan te maken, waarop Kyle Broflovski sarcastisch reageert door te zeggen dat hij het kan terugdraaien door wat hij noemt 'homo polariteit': door zijn penis in de mond van Butters te stoppen.
Cartman blinddoekt Butters en probeert vervolgens zijn penis in diens mond te stoppen. Ze worden echter betrapt door meneer Stotch. Een gechoqueerde vader houdt het er maar op dat zijn zoon bischierig (van het Engelse bi-curious en het Nederlandse woord nieuwsgierig) is. Father Maxi vertelt Butters dat hij slechts verward is en hij wordt naar 'Camp New Grace'. Dit is een kamp waar men via de zgn. 'reparative therapy' probeert jongens die 'neigen naar homeseksualiteit' weer 'op het goede pad te krijgen'. Homoseksualiteit wordt gezien als influisteringen van de Duivel, en door hier niet aan toe te geven maar te bidden en zich tot God en Jezus te wenden, kan men hier ook weer vanaf komen. De slogan is dan ook 'Pray the Gay Away!' In zekere zin is Butters inderdaad 'verward'; hij geeft geen idee waarom hij naar het kamp moet en gebruikt de term 'bi-curious' op zichzelf zonder te begrijpen wat dit betekent.
Cartman ontdekt dat Kyle hem heeft misleid en probeert de foto daarom te vernietigen maar Kyle en de anderen dreigen het iedereen te vertellen als Cartman niet voor altijd aardig tegen ze doet. Later bemerkt hij de foto kwijt te zijn en geeft hij Kyle de schuld van het verdwijnen. Op het kamp zijn vrijwel alle jongens depressief en zijn zelfmoorden aan de orde van de dag. Butters ontmoet Bradley, zijn kamergenoot op kamp die voortdurend Bijbelverzen opdreunt. Bradley is zijn accountabila-buddy (combinatie van accountability en buddy, betekenen respectievelijk verantwoordelijkheid en maat(je)). De kampleiding presenteert een 'genezen' homoseksueel die door te bidden 'van zijn homoseksualiteit verlost is', en duidelijk (nog steeds) homo is.
Terug in South Park zien we Cartman de diefstal van de foto rapporteren aan Sergeant Yates. Als dit mislukt rent hij naar zijn moeder en vertelt dat Kyle de picture tijdens 'Show and Tell' zal laten zien. Liane belt de moeder van Kyle die haar snel verzekert dat Kyle de foto niet heeft. Cartman weigert dit te geloven en ziet als enige oplossing de foto zelf aan de klas te laten zien omdat hij Kyle die voldoening niet gunt.
Op Camp New Grace wordt ondertussen een reclameblad voor onderbroeken gevonden in Bradley en Butters hun kamer en beide jongens worden gestraft. Tijdens het uitvoeren van de straf verontschuldigt Bradley zich en schrikt dan als hij merkt dat hij zegt dat hij Butters leuk vindt. Butters (die nog steeds niet begrijpt waarom hij op het kamp is of wat bi-curious betekent) reageert hierop door onschuldig te zeggen dat hij Bradley ook leuk vindt. Bradley rent in paniek weg en zegt dat hun enige uitweg zelfmoord is. Butters' vader wordt gebeld om zijn problemen waaronder het verliezen van Bradley, waar hij 'accountabila-buddyable' voor is. Even later wordt Bradley gevonden op een brug, op het punt te springen. Butters wordt dan kwaad een geeft speech over dat hij pas verward werd nadat mensen hem dat vertelden en dat het ok is om bi-curious te zijn. Hij concludeert dat als alles door God gemaakt is, God zelf ook wel een beetje bi-curious zal zijn. Na de speech bedenkt Bradley zich en daarna vertelt Butters' vader hem dat hij zelf ook bi-curious is. (een verwijzing naar Butters' Very Own Episode)
Ten slotte zien we Cartman tijdens Show and Tell enkele dia's laten zien van zijn fotografie project. Na de klas een lange reeks te hebben laten zien sluit hij af met de foto van hem met Butters die hij zelf omschrijft als 'somewhat controversial'. Terwijl de klas haar walging laat blijken claimt Cartman dat de foto een protest is tegen de oorlog in Irak. Mr. Mackey komt binnen met de mededeling dat zijn moeder de foto onder zijn bureau heeft gevonden. Een geshockeerde Cartman kijkt naar Kyle (die ongeïnteresseerd terugstaart) en brengt uiteindelijk het woord "lame" uit.